# Алмейди

Герб Алмейд.

Алме́йди (порт. Almeida) — португальський шляхетний рід. Походить від шляхтича Палайо Амадо, чоловіка Моніні Гутерреш, придворної дами португальської графині Терези. Його онук Пайо Гутерреш відвоював у маврів Алмейдівський замок в Ріба-Коа (Рібакоа). Португальський король Саншу І дарував йому цей замок, зробивши першим сеньйором Алмейди. Нащадки Пайо, починаючи від його сина Педро, стали носити прізвище Алмейда. Також — Альме́йди (ст.-порт. і ісп. Almeida), Алмейдівський дім (порт. casa d'Almeida, casa de Almeida).

## Герб
У червоному щиті золотий подвійний хрест, в просвітах якого шість золотих безантів. По краю щита золота облямівка. Червоний колір символізує владу, золотий — багатство. Герб інколи доповнювався нашоломником у вигляді чорного або червоного орла з 9 безантами (3 на тулубі і 6 на крилах).

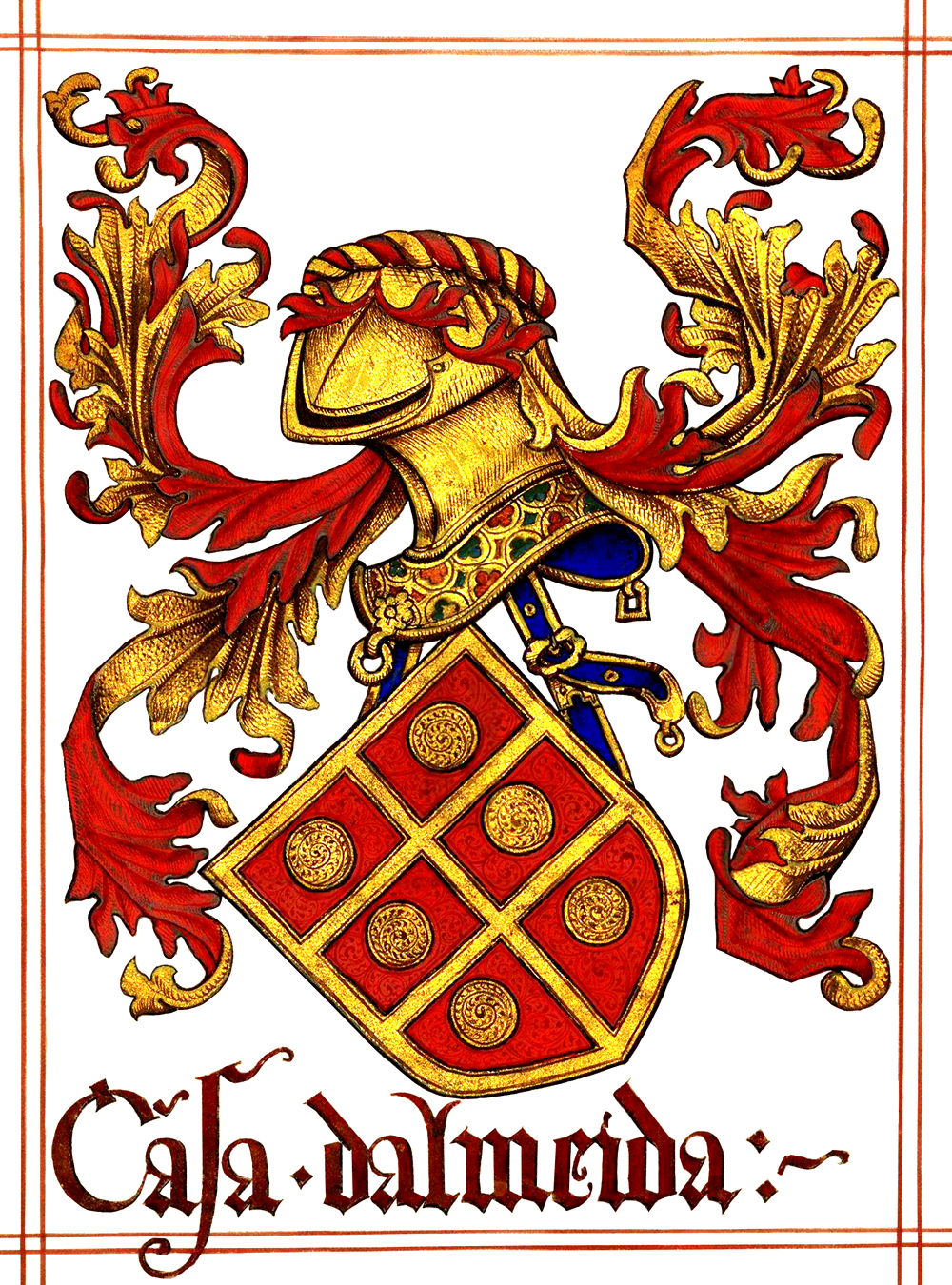
Livro do Armeiro-Mor, 1509
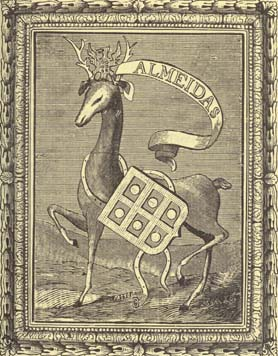

## Гілки
- Абрантеський дім: графи Абрантеські